# María Díaz Cortés
María Díaz Cortés (4 de janeiro de 1892 – 15 de janeiro de 2009) foi alegadamente uma supercentenária espanhola. Se a sua data de nascimento estiver correcta, María Cortés teria falecido alguns dias depois de ter feito 117 anos, fazendo dela a decana da humanidade e a sexta pessoa mais velha de sempre.
Artigo no El País
1. ↑  Notícia da morte de María Díaz Cortés